# Kronärtsblåvinge
Kronärtsblåvinge (Plebejus argyrognomon) är en fjärilsart inom familjen juvelvingar. 
Släktnamnet stavas ibland även Plebeius.

## Beskrivning
Vingarnas ovansidor är blå, hos hanen med smala rader av svarta fläckar på vingarnas kanter, främst på bakvingarna. Honan har bredare svarta kanter, och dessutom orangefärgade, skärformade fläckar på de yttre bakvingekanterna, och ibland även längs framvingarnas yttre kanter. Vingarnas undersidor har en blekgrå till beige grundfärg med glesa svarta och mera sammanhängande orange fläckar. Vingspannet är mellan 28 och 34 millimeter. Larven är grön med orangebruna längsgående ränder och blir upp till 20 millimeter lång.

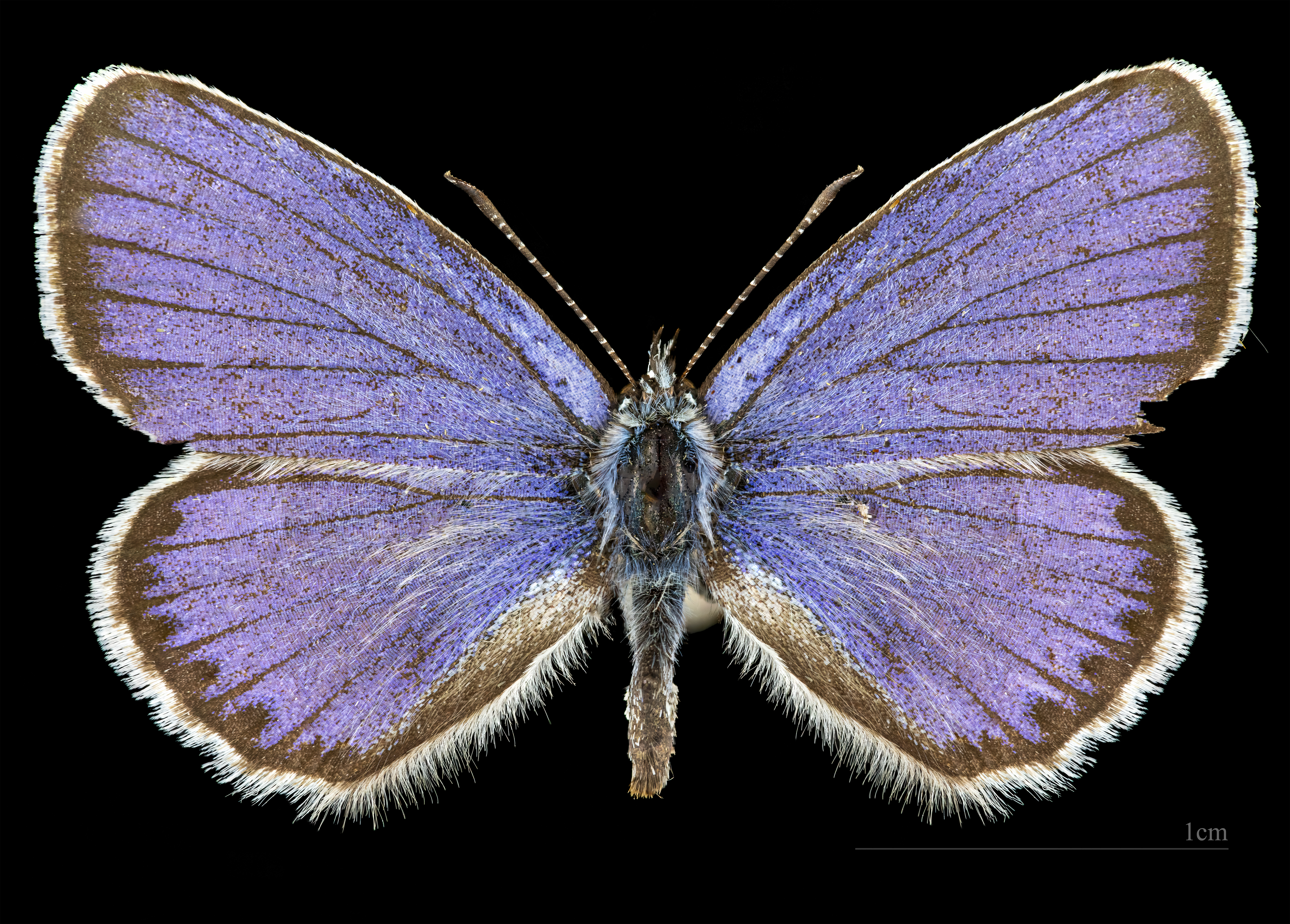
Plebejus a. argyrognomon ♂
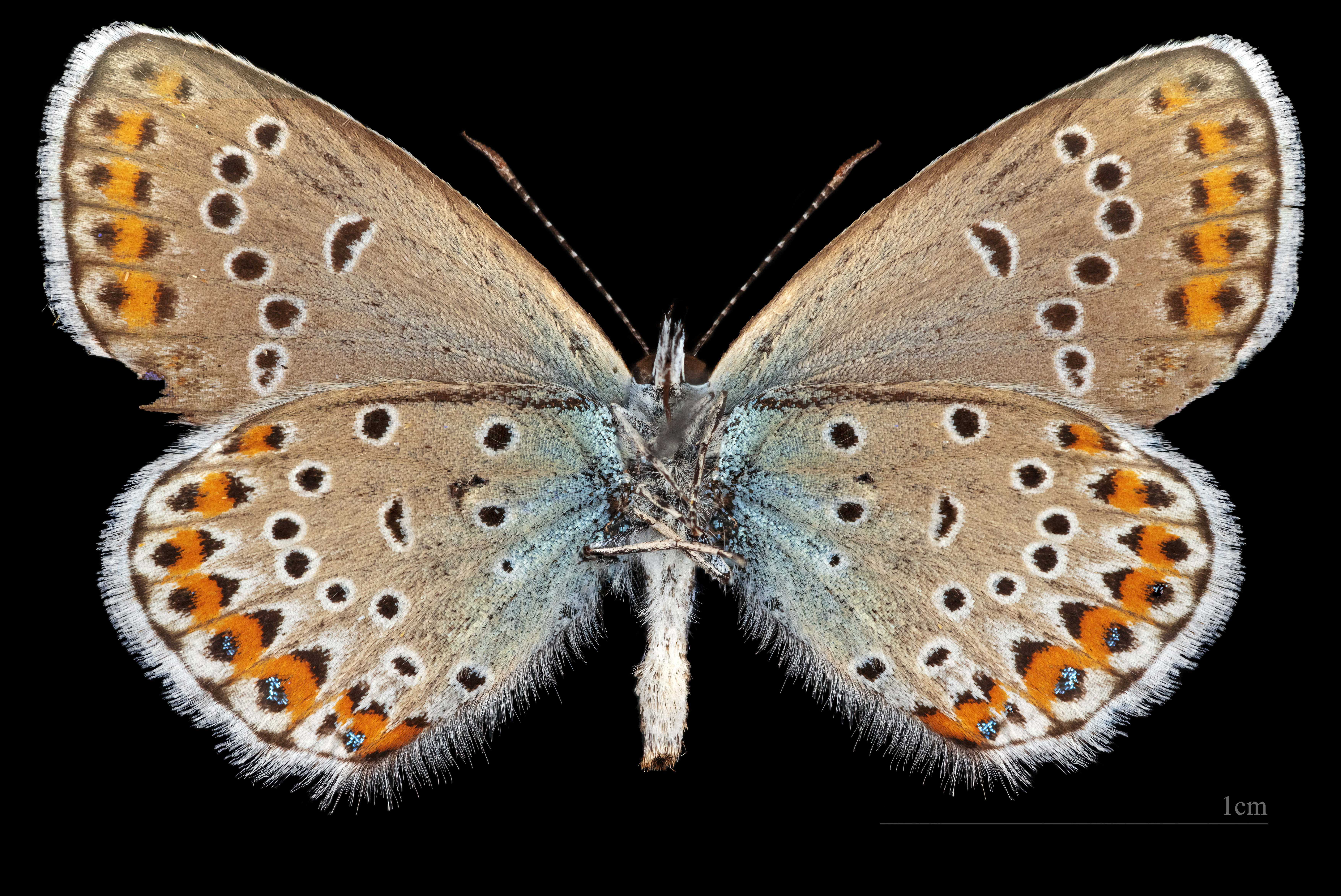
♂ △
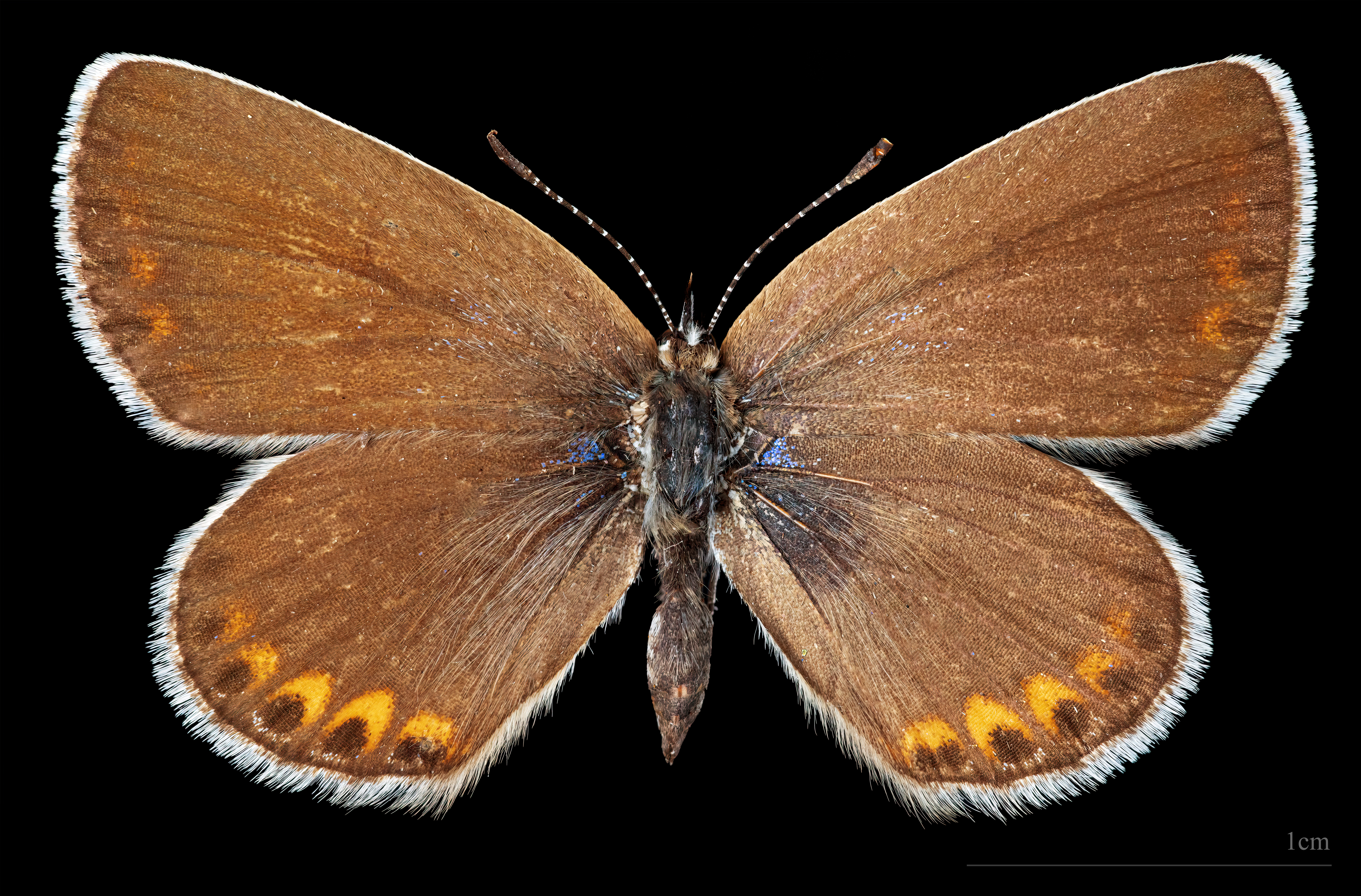
♀
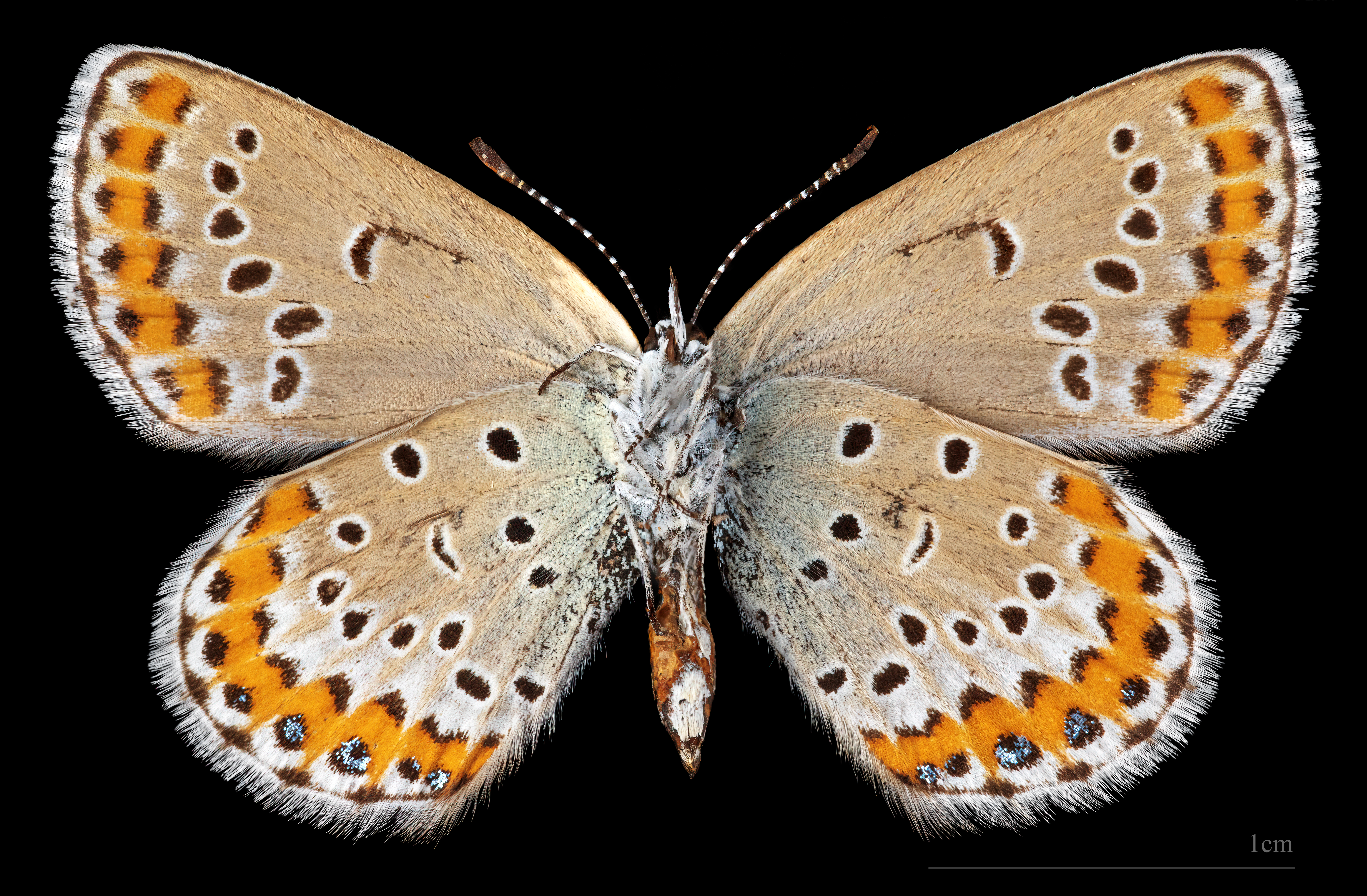
♀ △

## Ekologi
I Skandinavien är den vuxna fjärilen helt beroende av sötvedel som sin värdväxt. I andra delar av utbredningsområdet förekommer även rosenkronill.
Larverna vårdas av myror från släktena Myrmica, Lasius och hästmyror. i Skandinavien, Baltikum och Polen lever den endast på sötvedel (i Litauen dock även på strandvedel), medan den i Mellan- och Sydeuropa också lever på rosenkronill . I andra delar av utbredningsområdet lever larven även på andra ärtväxter, bland annat blålusern, gul sötväppling, vitklöver, käringtand och fodervicker.

## Utbredning
Denna fjärils utbredning är huvudsakligen centrala och södra Europa, centrala Asien, Kaukasus, södra Sibirien, Mongoliet och Amur. I Sverige finns den bara i ett litet område över gränsen mellan Småland och Östergötland. Den finns inte i Finland; för övrigt i Skandinavien finns den endast i Norge (se nedan).

## Skandinavisk underart
I Skandinavien finns en underart, Plebejus argyrognomon norvegica, och denna har i modern tid endast påträffats i Östergötland och Småland samt på några öar i Oslofjorden. Den är upptagen på den norska rödlistan som akut hotad (CR). Den nivån har den även i den svenska rödlistan för år 2005 och efter 2020, men för år 2010 och 2015 angavs den som starkt hotad (EN). Underarten skiljer sig från nominatunderarten främst genom sin större storlek.